# Bob Lochmueller
Robert Lee Lochmueller, detto Bob (Elberfeld, 5 giugno 1927 – Tell City, 27 ottobre 2020), è stato un cestista e allenatore di pallacanestro statunitense, professionista nella NBA.

## Carriera
Venne selezionato dai Syracuse Nationals al primo giro del Draft NBA 1952 (7ª scelta assoluta).